# マーリス・クチンスキス
マーリス・クチンスキス（ラトビア語: Māris Kučinskis、1961年11月28日 - ）は、ラトビアの政治家。元首相。
リンバジ郊外に生まれる。2002年、人民党と政党連合「よきラトビアのために」から国会（サエイマ）議員に初当選。現在はリエパーヤ党と、政党連合「緑と農民の連合」に所属する。
2016年1月13日、大統領からライムドータ・ストラウユマ退陣にともなう後任の首相に指名された。ストラウユマは昨年12月に辞意を表明していた。2月11日、クチンスキス内閣は国会の承認を受けた。統一党やその前身政党以外から首相が生まれるのは2009年以来で、「緑と農民の連合」出身の首相は初めてであった。その後、2018年の総選挙でリエパーヤ党が大幅に議席を減らしたことを受けて退陣。